# Жертвоприношение (филм)
„Жертвоприношение“ (на шведски: Offret; на английски: The Sacrifice; на френски: Le Sacrifice) е последният филм на руския режисьор Андрей Тарковски. Заснет е през 1985 – 1986 г.

## Сюжет
Внимание:  Текстът по-долу разкрива сюжета на произведението (или части от него)!
Александър е професор, известен някога актьор, отказал се от сцената. Той се готви да отпразнува рождения си ден с няколко свои близки: съпругата си Аделаид, дъщеря им, лекаря Виктор и особняка Ото, местен пощальон. Някогашен гимназиален преподавател, сега Ото се е отдал на странното си хоби – колекциониране на необясними събития. Той твърди, че е събрал около 300 такива доказани случая. Фактът, че те не се забелязват от околните, според него показва човешката слепота. Ото подарява на Александър оригинална карта на Европа от края 17 век. Когато професорът забелязва, че това е много скъп подарък и твърде голяма жертва, пощальонът отвръща, че всъщност всеки подарък е жертва. Докато Александър наглежда болното си момченце в стаята му на горния етаж, гостите узнават от телевизията невероятна новина – започнала е нова световна война. Онази, от която всички се боят и смятат, че ако избухне, ще бъде последната. След като първоначалният шок и истерията на Аделаид отминават, всички се питат какво трябва да се прави оттук нататък. Александър дава обет, че ще се откаже от семейството и приятелите си, ако Господ ги съхрани. Ото го съветва да отиде при Мария, странна жена, която прислужва в дома на професора. Според Ото тя е магьосница и е единственият човек, който може да му помогне. За да спаси хората, които обича, Александър трябва да принесе в жертва себе си.

## За заснемането на филма
Последният филм на Андрей Тарковски е заснет в Швеция, след като той окончателно решава да не се връща в СССР. „Жертвоприношение“ е продуциран от Шведския киноинститут при участие на „Argos Films“, (Франция) и „Film Four International“, (Англия). За място на действието е избран остров Готланд, а сцените в дома на Александър са направени в студио в Стокхолм. Филмът е заснет през лятото на 1985 г. Този път сценарият е изцяло дело на Тарковски. Според първоначалния замисъл Александър получава писмо от тежко болен приятел. Следвайки съвета на случаен човек, героят прекарва една нощ с магьосница, за да изкупи живота на приятеля си. По този първи вариант на сценария, наречен „Магьосница“, Тарковски започва да работи не много след приключването на работата си по „Носталгия“. Впоследствие той претърпява изменения. Епизодичният персонаж е доразвит, за да се получи образът на Ото.
Филмът на Тарковски е нееднозначен и позволява различни интерпретации и тълкувания. Според един от сътрудниците в екипа, Лейла Александър Гарет, за Тарковски най-важната част в „Жертвоприношение“ били началната и крайна сцена свързани с притчата за изсъхналото дърво.

### Притча за изсъхналото дърво
В началната сцена на филма Александър и момченцето засаждат край пътя мъртво японско дърво. Професорът разказва историята за монаха, който посадил такова дърво и накарал своя послушник да го полива редовно. След три години дървото разцъфнало. Александър вярва, че извършването на едно и също действие всеки ден, като ритуал, е в състояние да измени света. Последните кадри от филма показват момченцето поливащо дървото.

## Символи
Както в повечето свои филми и в „Жертвоприношение“ Тарковски използва произведения на изобразителното изкуство, като символи, в които влага свои идеи:
- Албум с репродукции на руски икони – Разглеждайки го професорът открива в източноправославната иконопис мъдрост, духовност и чисто детска невинност, загубени за съвременното човечество.
- Карта на Европа – Александър забелязва, че Европа, както е изобразена на старинната карта, не отговаря на географската реалност, но за него и съвременната карта на стария континент също е нереална. Политическото разделение на стария континент от Желязната завеса, превърнало се в духовно, занимава Тарковски и в „Носталгия“.
- Репродукция на „Поклонение на влъхвите“ на Леонардо да Винчи – камерата неведнъж се спира на тази репродукция, окачена над леглото на Александър и по-специално на Младенеца, приемащ дара на стария влъхва.

Едно от възможните тълкувания е, че приемайки дара, Христос приема и съдбата си – да се превърне в изкупителна жертва за човешките грехове. Малко преди страшната новина за обявяването на война да стане известна, Александър разглежда картината. Може би предчувства, че скоро сам ще извърши жертвоприношение. Застаналият зад него Ото заявява относно „Поклонение на влъхвите“: „Боже, колко е ужасна. Аз винаги много съм се боял от Леонардо.“

## Актьори и персонажи
- Ерланд Йозефсон – Александър, бивш известен актьор, професор.
- Алан Едуал – пощальонът Ото, пенсиониран гимназиален преподавател по история, колекционер на необясними събития.
- Сюзън Флийтуд – Аделаид, съпруга на професора.
- Гудрун Гисладотир  – Мария, прислужница в дома на Александър, странна жена, за която се знае само, че е дошла от Исландия преди година. Живее в изоставена църква. За нея Ото твърди, че е магьосница.
- Свен Уолтър – Виктор, лекар, приятел на Александър.
- Валери Мерес – Юлия, прислужница.
- Филиппа Францен – Марта, дъщеря на Александър и Аделаид.
- Томи Челквист  – син на Александър, наричан просто „момченцето“.

## Екип
- Сценарий – Андрей Тарковски
- Режисьор – Андрей Тарковски
- Оператор – Свен Нюквист
- Музика – Йохан Себастиян Бах, Ватазумидзо Шусо, шведска народна музика
- Звукорежисьор – Кристиан Ломан
- Монтаж – Мишел Лежеловски, Андрей Тарковски
- Художник – Ана Асп
- Художник на костюмите – Ингер Пехрсон
- Продуцент – Ана-Лена Вибум

## Награди
- 1986 г. – „Голямата награда на журито“ за Андрей Тарковски от Международния филмов фестивал в Кан.
- 1986 г. – Приз FIPRESCI за Андрей Тарковски от Международния филмов фестивал в Кан.
- 1986 г. – Награда от екоменическото жури за Андрей Тарковски на Международния филмов фестивал в Кан.
- 1986 г. – Приз за Алън Едуал от Международния филмов фестивал в Кан.
- 1986 г. – Приз „Златното острие“ за Андрей Тарковски от Международния филмов фестивал във Валядолид.
- 1987 г. – Приз в категорията „Най-добър актьор“ за Ерланд Йозефсон от Guldbagge Awards, Швеция.
- 1987 г. – Приз в категорията „Най-добър филм“ от Guldbagge Awards, Швеция.
- 1988 г. – Награда в категорията „Най-добър чуждестранен филм“ от БАФТА, (BAFTA Film Award).

## Номинации
- 1986 г. – Номинация за „Златна палма на ветровете“ от Международния филмов фестивал в Кан.